# Collins Kipngok
Collins Kiprop Kipngok (13 luglio 2000) è un siepista keniano.

## Palmarès
| Anno | Manifestazione      | Sede   | Evento       | Risultato | Prestazione | Note                          |
| ---- | ------------------- | ------ | ------------ | --------- | ----------- | ----------------------------- |
| 2024 | Campionati africani | Douala | 3000 m siepi | 5º        | 8'29"06     | Miglior prestazione personale |

## Campionati nazionali
2023
- 11º ai campionati kenioti, 3000 m siepi - 8'46"02

2024
- Argento ai campionati kenioti, 3000 m siepi - 8'34"89